# Isocyanates (maladie professionnelle)
Pour l'ion en chimie, voir Isocyanate.
Les isocyanates organiques peuvent provoquer une maladie professionnelle en France sous certaines conditions.
Ce sujet relève du domaine de la législation sur la protection sociale et a un caractère davantage juridique que médical. Pour la description clinique de la maladie se reporter à l'article suivant :

## Législation enFrance

### Régime général
| Fiche Maladie professionnelle | Fiche Maladie professionnelle | Fiche Maladie professionnelle |
| Ce tableau définit les critères à prendre en compte pour qu'une affection provoquée par les isocyanates organiques soit prise en charge au titre de la maladie professionnelle | Ce tableau définit les critères à prendre en compte pour qu'une affection provoquée par les isocyanates organiques soit prise en charge au titre de la maladie professionnelle | Ce tableau définit les critères à prendre en compte pour qu'une affection provoquée par les isocyanates organiques soit prise en charge au titre de la maladie professionnelle |
| Régime Général. Date de création : 23 février 1976 | Régime Général. Date de création : 23 février 1976 | Régime Général. Date de création : 23 février 1976 |
| Tableau N° 62 RG | Tableau N° 62 RG | Tableau N° 62 RG |
| Affections professionnelles provoquées par les isocyanates organiques | Affections professionnelles provoquées par les isocyanates organiques | Affections professionnelles provoquées par les isocyanates organiques |
| --- | --- | --- |
| Désignation des Maladies | Délai de prise en charge | Liste indicative des principaux travaux susceptibles de provoquer ces maladies                                                                                                 |
| Blépharo-conjonctivite récidivante. | 3 jours | Travaux exposant à l'inhalation ou à la manipulation d'isocyanates organiques, notamment :                                                                                     |
| Rhinite récidivant en cas de nouvelle exposition au risque ou confirmée par test. | 7 jours | Fabrication et application de vernis et laques de polyuréthanes, fabrication de fibres synthétiques ;                                                                          |
| Syndrome bronchique récidivant. | 7 jours | Préparation des mousses polyuréthanes et application de ces mousses à l'état liquide                                                                                           |
| Lésions eczéma (syndrome)tiformes récidivant en cas de nouvelle exposition au risque ou confirmées par un test épicutané. | 15 jours | Fabrication et utilisation des colles à base de polyuréthanes ; Fabrication et manipulation de peintures contenant des isocyanates organiques.                                 |
| Pneumopathie interstitielle aiguë ou subaiguë d’hypersensibilté objectivée par : - des signes respiratoires (toux, dyspnée) et/ou des signes généraux ; - des signes radiologiques et/ou tomodensito- métriques compatibles, lorsqu’ils existent ; - une diminution de la DLCO ou une hypoxie d’effort ; - des signes immunologiques significatifs : présence d’anticorps précipitants dans le sérum contre l’agent pathogène présumé responsable ou, à défaut, lymphocytose au Lavage broncho-alvéolaire. | 30 jours | |
| Pneumopathie d’hypersensibilité chronique avec altération des explorations fonctionnelles respiratoires (trouble ventilatoire restrictif ou obstructif), signes radiologiques compatibles et signes immunologiques significatifs : présence d’anticorps précipitants dans le sérum contre l’agent pathogène présumé responsable, ou à défaut, lymphocytose au lavage bronchoalvéolaire. | 3 ans | |
| Date de mise à jour : 1er août 2006 | | |

### Régime agricole
| Fiche Maladie professionnelle | Fiche Maladie professionnelle | Fiche Maladie professionnelle |
| Ce tableau définit les critères à prendre en compte pour qu'une affection provoquée par les isocyanates organiques soit prise en charge au titre de la maladie professionnelle | Ce tableau définit les critères à prendre en compte pour qu'une affection provoquée par les isocyanates organiques soit prise en charge au titre de la maladie professionnelle | Ce tableau définit les critères à prendre en compte pour qu'une affection provoquée par les isocyanates organiques soit prise en charge au titre de la maladie professionnelle |
| Régime Agricole. Date de création : 15 janvier 1976 | Régime Agricole. Date de création : 15 janvier 1976 | Régime Agricole. Date de création : 15 janvier 1976 |
| Tableau N° 43 RA | Tableau N° 43 RA | Tableau N° 43 RA |
| Affections professionnelles provoquées par les isocyanates organiques | Affections professionnelles provoquées par les isocyanates organiques | Affections professionnelles provoquées par les isocyanates organiques |
| --- | --- | --- |
| Désignation des Maladies | Délai de prise en charge | Liste indicative des principaux travaux susceptibles de provoquer ces maladies                                                                                                 |
| Blépharo-conjonctivite récidivante. | 3 jours | Travaux exposant à l'inhalation ou à la manipulation d'isocyanates organiques, notamment :                                                                                     |
| Rhino-pharyngite récidivante. | 3 jours | - application de vernis et laques de polyuréthane ; |
| Syndrome bronchique récidivant. | 7 jours | - utilisation de colles à base de polyuréthane. |
| Lésions eczématiformes (cf. tableau 44) | Cf. tableau 44 | |
| Asthme ou dyspnée asthmatiforme (cf.tableau 45 A) | Cf. tableau 45 A | |
| Date de mise à jour : 15 janvier 1985 | | |

## Sources
- (fr) Tableaux du régime Général sur le site de l’AIMT
- (fr) Guide des maladies professionnelles sur le site de l’INRS